# Bernardo Silva
Bernardo Mota Veiga de Carvalho e Silva (Lissabon, 10 augustus 1994) is een Portugees voetballer die voornamelijk als middenvelder of rechtsbuiten speelt.
Silva speelde in de jeugdopleiding van SL Benfica, waar hij uiteindelijk drie wedstrijden in het eerste elftal speelde en een landelijke treble won in 2014. AS Monaco huurde Silva en nam hem in januari 2015 definitief over. Nadat Silva de Franse landstitel had gewonnen, werd hij in juli 2017 voor zo'n € 49 miljoen overgenomen door Manchester City. In Engeland werd hij zes keer landskampioen en won hij in 2023 de UEFA Champions League. Bovendien werd hij benoemd tot Speler van het Seizoen bij de club in het seizoen 2018/19 en werd hij opgenomen in het Wereldelftal van het Jaar van 2023 door FIFA en FIFPro.
Silva speelde voor Portugal onder 19 en Portugal onder 21 voordat hij in maart 2015 debuteerde voor het nationaal elftal van Portugal. Hij miste door blessureleed het gewonnen EK 2016, maar nam wel deel aan de WK's van 2018 en 2022, de EK's van 2020 en 2024 en de Confederations Cup 2017. Bovendien won hij met Portugal de UEFA Nations League in 2019, toen hij voor de finaleronde in eigen land werd benoemd tot Speler van het Toernooi, en 2025.

## Clubcarrière

### SL Benfica
Silva werd op zevenjarige leeftijd opgenomen in de jeugdopleiding van SL Benfica. Hij kreeg weinig speeltijd in de opleiding, totdat hij indruk maakte op de Spax Cup in Ennepetal in 2012. In het seizoen 2012/13 scoorde hij 18 keer in 36 wedstrijden en werd hij kampioen met het onder 19-team. Silva debuteerde op de openingsspeeldag van het seizoen 2013/14 voor Benfica B in de Segunda Liga, tegen CD Trofense (0–0). Op 19 oktober 2013 debuteerde hij in de hoofdmacht van SL Benfica, in de beker tegen Cinfães (0–1 winst). Hij viel na tachtig minuten in voor Filip Đuričić. Op de slotdag van de competitie debuteerde Silva in de Primeira Liga, wederom als vervanger van Đuričić in de slotfase. SL Benfica verloor die dag met 2–1 van FC Porto, maar had zich al gekroond tot landskampioen. De club won dat seizoen ook de beker en de Taça da Liga, door in beide finales zonder Silva Rio Ave te verslaan. Silva maakte dat seizoen geen speelminuten in de UEFA Europa League, waarin SL Benfica na strafschoppen de finale verloor van Sevilla FC. Door zijn prestaties met Benfica B in de Segunda Liga werd hij aan het eind van het seizoen benoemd tot Doorbrekende Speler van de Competitie. Bovendien was hij voor zijn prestaties in oktober en december 2013 en januari 2014 driemaal benoemd tot Speler van de Maand in de Segunda Liga. Voor het seizoen 2014/15 wilde trainer Jorge Jesus dat Silva als linksachter of voor het B-team zou spelen, maar Silva wilde zijn eigen positie behouden en een stap vooruit maken in zijn carrière.

### AS Monaco
AS Monaco huurde Silva bij aanvang van het seizoen 2014/15 voor een jaar van Benfica met een optie tot koop. Silva debuteerde voor zijn nieuwe club op 17 augustus 2014, in de Ligue 1 tegen Girondins Bordeaux (4–1 nederlaag) als vervanger van Lucas Ocampos. Op 16 september 2014 debuteerde hij in de UEFA Champions League tegen Bayer Leverkusen (1–0 zege), wederom als vervanger van Ocampos. Vijf dagen later startte hij in het met 1–0 gewonnen competitieduel tegen EA Guingamp voor het eerst in de basiself. Op 14 december 2014 maakte de Portugees zijn eerste doelpunt voor de Monegasken, tegen Olympique Marseille. Het was het enige doelpunt van de wedstrijd. In januari 2015 lichtte AS Monaco de koopoptie in Silva's contract. De club maakte € 15,75 miljoen over naar Benfica om hem vast te leggen tot 2019. Silva miste op 4 februari 2015 een strafschop in de verloren penaltyserie tegen SC Bastia in de halve finale van de Coupe de la Ligue, nadat hij zijn strafschop nog had benut in de penaltyserie tegen Olympique Lyonnais in de achtste finale. Hij maakte zes doelpunten in de laatste zeven competitiewedstrijden van het seizoen, waaronder twee treffers bij een 0–3 zege op SM Caen op 10 april 2015. AS Monaco eindigde als derde in de Ligue 1 en werd door Juventus FC uitgeschakeld in de kwartfinales van de UEFA Champions League.

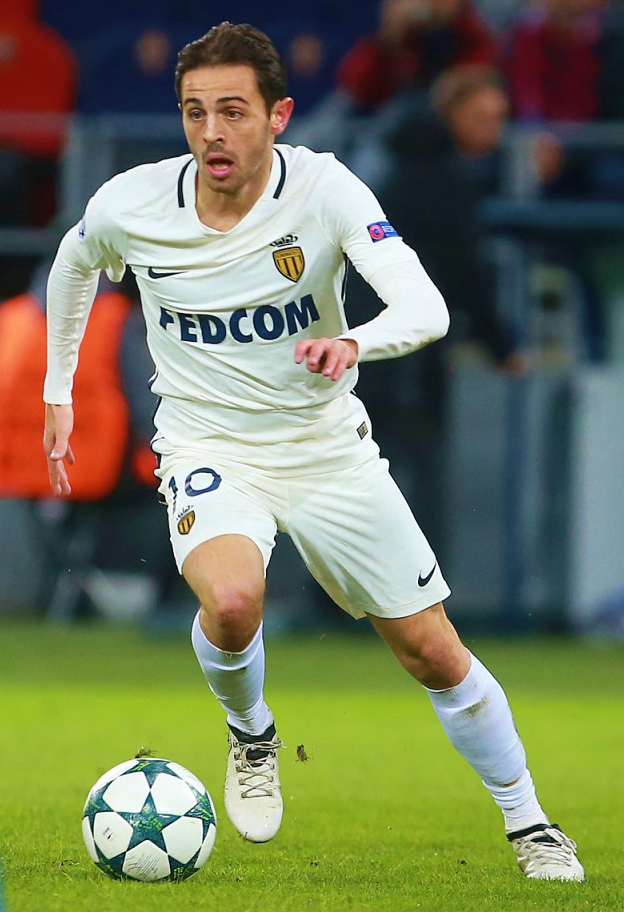
Silva voor AS Monaco in oktober 2016

Silva verlengde in augustus 2015 zijn contract bij de Monegaskische club met een jaar, tot medio 2020, nadat hij daarvoor in verband werd gebracht met overstappen naar Manchester United en Real Madrid. In het seizoen 2015/16 eindigde AS Monaco wederom als derde in de Ligue 1 en werd het uitgeschakeld in de groepsfase van de UEFA Europa League. Silva maakte op 17 augustus 2016 zijn eerste doelpunt in het internationale clubvoetbal, op bezoek bij Villarreal CF in de laatste voorronde van de UEFA Champions League. In de groepsfase scoorde hij vervolgens in de uitwedstrijden tegen Tottenham Hotspur en CSKA Moskou. Op 15 januari 2017 maakte hij de laatste twee doelpunten in een 1–4 overwinning tegen Olympique Marseille, waardoor AS Monaco de koppositie overnam in de Ligue 1. Twee weken later maakte hij in de blessuretijd gelijk in de uitwedstrijd tegen titelverdediger Paris Saint-Germain, waardoor AS Monaco koploper bleef. Silva werd vervolgens met 38% van de stemmen benoemd tot Speler van de Maand januari in de Ligue 1. Door Manchester City en Borussia Dortmund uit te schakelen bereikte AS Monaco voor het eerst sinds 2004 de halve finales van de UEFA Champions League, maar daarin werd de club uitgeschakeld door Juventus FC. Op 17 mei 2017 stelde de club zijn achtste landstitel en de eerste sinds 2000 veilig met een 2–0 zege op AS Saint-Étienne. Silva werd samen met teamgenoten Danijel Subašić, Djibril Sidibé, Kamil Glik, Benjamin Mendy en Kylian Mbappé opgenomen in het Team van het Jaar van de Ligue 1.

### Manchester City

#### 2017–2021: Debuutjaar en drie landstitels
Silva verruilde AS Monaco in juli 2017 voor Manchester City, de nummer drie van de Premier League in het voorgaande seizoen. Dat betaalde circa € 49 miljoen voor hem. Silva maakte op 12 augustus 2017 zijn debuut voor Manchester City, als vervanger van Sergio Agüero vlak voor tijd in het met 0–2 gewonnen competitieduel op bezoek bij Brighton & Hove Albion. Twee weken later startte hij voor het eerst in de basiself van Manchester City, in de competitiewedstrijd tegen AFC Bournemouth (1–2 zege). Hij kwam op 13 september 2017 voor het eerst namens Manchester City in actie in de UEFA Champions League, bij een 0–4 overwinning op Feyenoord. Op 14 oktober 2017 maakte Silva als invaller zijn eerste doelpunt voor Manchester City, waarmee hij de 7–2 eindstand op het scorebord zette tegen Stoke City in de Premier League. Hij speelde in zijn debuutseizoen bij Manchester City 53 wedstrijden, meer dan al zijn teamgenoten. Dat seizoen won Manchester City de League Cup en werd het voor een vijfde keer landskampioen, door als eerste club ooit honderd punten te pakken in de Premier League. Manchester City won in het daaropvolgende seizoen 2018/19 alle te winnen prijzen op nationaal niveau: de Community Shield, de League Cup, de FA Cup en de Premier League. Silva benutte zijn strafschop in de penaltyserie tegen Chelsea FC in de League Cup-finale en won de Alan Hardaker Trophy als man van de wedstrijd van de finale. Aan het eind van het seizoen werd hij samen met teamgenoten Ederson, Aymeric Laporte, Fernandinho, Raheem Sterling en Agüero opgenomen in het Premier League-Team van het Jaar van de spelersvakbond. Bovendien werd hij ten koste van de twee laatstgenoemden met 48% van de stemmen benoemd tot Speler van het Seizoen bij Manchester City.
Silva benutte op 4 augustus 2019 zijn strafschop in de gewonnen penaltyserie tegen Liverpool FC om de Community Shield. Hij scoorde op 21 september 2019 de eerste hattrick van zijn carrière bij een 8–0 overwinning tegen Watford FC in de Premier League. In november 2019 werd hij voor één competitieduel geschorst voor een racistische tweet, waarin hij zijn teamgenoot Mendy vergeleek met een stereotyperende mascotte. Hij had de tweet snel verwijderd en gesteld dat het een grap met een vriend was. Silva eindigde in december 2019 als negende in de Ballon d'Or-verkiezing. Manchester City won op 1 maart 2020 voor een derde jaar op rij de League Cup door in de finale met 1–2 van Aston Villa te winnen. Silva kwam binnen de lijnen als vervanger van David Silva. Manchester City eindigde als tweede in de Premier League, werd uitgeschakeld in de halve finales van de FA Cup en werd voor een derde jaar op rij uitgeschakeld in de kwartfinales van de UEFA Champions League. Op 25 april 2021 speelde Silva als vervanger van Kevin De Bruyne in de slotfase mee in de League Cup-finale. Manchester City won met 1–0 van Tottenham Hotspur, waardoor Silva voor het vierde jaar op rij met de club de League Cup won. Op 11 mei 2021 werd Manchester City met drie speelronden te gaan voor een zevende keer landskampioen, waarmee Silva zijn derde landstitel in Engeland won. Silva startte op 29 mei 2021 in de basiself voor de eerste UEFA Champions Leaguefinale van Manchester City's clubgeschiedenis, maar die ging met 0–1 verloren tegen Chelsea FC.

#### 2021–2023: Treble en Ballon d'Or-nominaties
In de zomer van 2021 voelde Silva zich volgens trainer Pep Guardiola moe vanwege een druk speelschema. Dezelfde zomer zou Silva een vertrekwens hebben gehad, op zoek naar meer speeltijd en verantwoordelijkheid, maar hij bleef voor Manchester City spelen. Silva viel op 7 augustus 2021 een kwartier voor tijd in voor Cole Palmer toen Manchester City de strijd om de Community Shield met 0–1 verloor van Leicester City. Voor zijn prestaties in september, oktober en november 2021 werd hij met 61%, 45% en 48% van de stemmen de eerste speler die drie opeenvolgende maanden werd benoemd tot Speler van de Maand van Manchester City. In november 2021 scoorde hij in een 0–2 zege tegen stadsgenoot Manchester United en werd hij benoemd tot man van de wedstrijd voor de 2–1 zege op Paris Saint-Germain in de UEFA Champions League, waarbij hij de assist gaf op het winnende doelpunt van Gabriel Jesus en al zijn 47 passes aankwamen bij een teamgenoot. Silva werd voor een vierde keer landskampioen met Manchester City toen de club op de laatste speeldag op 22 mei 2022 met 3–2 won van Aston Villa. In de UEFA Champions League werd de club uitgeschakeld door Real Madrid. Silva werd samen met teamgenoten João Cancelo en De Bruyne opgenomen in het Team van het Jaar van de Premier League van de spelersvakbond. Op clubniveau werd hij samen met De Bruyne en Riyad Mahrez verkozen tot een van de drie beste spelers van het seizoen 2021/22. Zijn doelpunt bij een 2–1 zege op Aston Villa op 1 december 2021 werd uitgeroepen tot Doelpunt van het Seizoen bij Manchester City. Op basis van zijn prestaties in dat seizoen behoorde Silva tot dertig genomineerden voor de Ballon d'Or.
Silva speelde op 30 juli 2022 de volledige wedstrijd mee toe Manchester City met 3–1 verloor van Liverpool FC in de strijd om de Community Shield. Hij maakte op 4 maart 2023 Manchester City's duizendste thuisdoelpunt in de Premier League, bij een 2–0 thuiszege op Newcastle United. Hij maakte op 17 mei 2023 de eerste twee doelpunten bij een 4–0 overwinning tegen Real Madrid, waarmee Manchester City zich voor een tweede keer in zijn clubgeschiedenis plaatste voor de UEFA Champions Leaguefinale. Hij werd vervolgens uitgeroepen tot Speler van de Week in het toernooi. In die finale was Silva betrokken bij het enige doelpunt van de wedstrijd, van Rodri. Manchester City won daarmee voor het eerst de UEFA Champions League en bovendien de treble, omdat de club op 20 mei 2023 kampioen was geworden met drie wedstrijden te gaan en op 3 juni 2023 de finale van de FA Cup met 2–1 van Manchester United had gewonnen. Silva werd door de UEFA opgenomen in het Team van het Seizoen van de UEFA Champions League, samen met teamgenoten Kyle Walker, Rúben Dias, John Stones, Rodri, De Bruyne en Erling Haaland. Hij eindigde als negende in de Ballon d'Or-verkiezing van 2023.

#### 2023–heden: Wereldelftal en aanvoerderschap

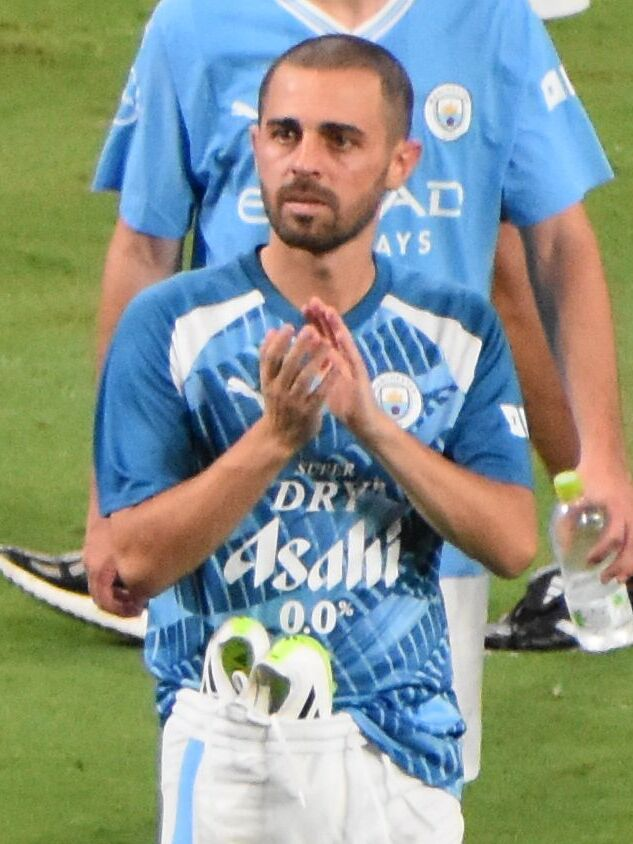
Silva namens Manchester City in juli 2023

Silva benutte op 6 augustus 2023 zijn strafschop in een penaltyserie die verloren ging tegen Arsenal FC in de strijd om de Community Shield. Hij werd in de zomer van 2023 in verband gebracht met een overstap naar FC Barcelona, maar ondertekende op 23 augustus 2023 een nieuw, driejarig contract bij Manchester City. Silva scoorde op 19 december 2023 tegen Urawa Red Diamonds in de halve finales van het WK voor clubs. Drie dagen later won Manchester City het toernooi voor het eerst in zijn clubgeschiedenis door in de finale met 4–0 te winnen van Fluminense. In januari 2024 werd bekend dat Silva net als teamgenoten Dias, Walker, De Bruyne en Haaland was opgenomen in het wereldelftal 2023 van FIFA en FIFPro. Hij miste op 17 april 2024 zijn strafschop in de door Manchester City verloren penaltyserie tegen Real Madrid in de kwartfinales van de UEFA Champions League. Drie dagen later maakte hij het enige doelpunt in de halve finale van de FA Cup tegen Chelsea FC. Op 19 mei 2024 won hij voor de zesde keer met Manchester City de Premier League, met een 3–1 zege op West Ham United. Silva speelde op 25 mei 2024 de volledige finale van de FA Cup, die Manchester City met 1–2 verloor van stadsgenoot Manchester United.
Silva maakte op 10 augustus 2024 de gelijkmaker in de strijd om de Community Shield tegen Manchester United. Hij miste vervolgens zijn strafschop in de penaltyserie, die desondanks door Manchester City werd gewonnen. Hij verbrak op 11 december 2024 bij een 2–0 nederlaag tegen Juventus FC een clubrecord door zijn 74ste wedstrijd namens Manchester City in de UEFA Champions League te spelen. Tijdens een 1–0 overwinning tegen Wolverhampton Wanderers op 2 mei 2025 werd hij de zestiende speler die zijn 400ste wedstrijd speelde voor Manchester City. In een teleurstellend seizoen wist Manchester City echter voor het eerst in twaalf jaar niet de achtste finales van dat toernooi te bereiken en moest het de landstitel aan Liverpool FC laten; het eindigde als derde. Silva was op 17 mei 2025 basisspeler toen Manchester City de finale van de FA Cup met 0–1 verloor van Crystal Palace. Na het vertrek van Kevin De Bruyne werd hij door trainer Pep Guardiola benoemd tot de nieuwe aanvoerder van Manchester City. Op het WK voor clubs van 2025 in de Verenigde Staten kwam hij drie keer in actie. Ondanks een doelpunt van Silva verloor Manchester City in de achtste finales na een verlenging van Al-Hilal.

## Clubstatistieken
| Seizoen         | Club            | Competitie      | Competitie | Competitie | Competitie | Beker | Beker | Beker | Europa | Europa | Europa | Overig | Overig | Overig | Totaal | Totaal | Totaal |
| Seizoen         | Club            | Competitie      | Wed.       | Dlp.       | Ass.       | Wed.  | Dlp.  | Ass.  | Wed.   | Dlp.   | Ass.   | Wed.   | Dlp.   | Ass.   | Wed.   | Dlp.   | Ass.   |
| --------------- | --------------- | --------------- | ---------- | ---------- | ---------- | ----- | ----- | ----- | ------ | ------ | ------ | ------ | ------ | ------ | ------ | ------ | ------ |
| 2013/14         | Benfica B       | Liga Portugal 2 | 38         | 7          | 7          | —     | —     | —     | —      | —      | —      | —      | —      | —      | 38     | 7      | 7      |
| Club totaal     | Club totaal     | Club totaal     | 38         | 7          | 7          | 0     | 0     | 0     | 0      | 0      | 0      | 0      | 0      | 0      | 38     | 7      | 7      |
| 2013/14         | SL Benfica      | Primeira Liga   | 1          | 0          | 0          | 2     | 0     | 0     | —      | —      | —      | —      | —      | —      | 3      | 0      | 0      |
| Club totaal     | Club totaal     | Club totaal     | 1          | 0          | 0          | 2     | 0     | 0     | 0      | 0      | 0      | 0      | 0      | 0      | 3      | 0      | 0      |
| 2014/15         | → AS Monaco     | Ligue 1         | 15         | 2          | 1          | 3     | 1     | 0     | 3      | 0      | 0      | —      | —      | —      | 21     | 3      | 1      |
| 2014/15         | AS Monaco       | Ligue 1         | 17         | 7          | 2          | 3     | 0     | 0     | 4      | 0      | 1      | —      | —      | —      | 24     | 7      | 3      |
| 2015/16         | AS Monaco       | Ligue 1         | 32         | 7          | 1          | 4     | 0     | 2     | 8      | 0      | 0      | —      | —      | —      | 44     | 7      | 3      |
| 2016/17         | AS Monaco       | Ligue 1         | 37         | 8          | 11         | 6     | 0     | 0     | 15     | 3      | 1      | —      | —      | —      | 58     | 11     | 12     |
| Club totaal     | Club totaal     | Club totaal     | 101        | 24         | 15         | 16    | 1     | 2     | 30     | 3      | 2      | 0      | 0      | 0      | 147    | 28     | 19     |
| 2017/18         | Manchester City | Premier League  | 35         | 6          | 4          | 9     | 2     | 4     | 9      | 1      | 2      | —      | —      | —      | 53     | 9      | 10     |
| 2018/19         | Manchester City | Premier League  | 36         | 7          | 7          | 6     | 2     | 3     | 8      | 4      | 1      | 1      | 0      | 1      | 51     | 13     | 12     |
| 2019/20         | Manchester City | Premier League  | 34         | 6          | 7          | 10    | 2     | 2     | 7      | 0      | 1      | 1      | 0      | 0      | 52     | 8      | 10     |
| 2020/21         | Manchester City | Premier League  | 26         | 2          | 6          | 6     | 2     | 1     | 13     | 1      | 2      | —      | —      | —      | 45     | 5      | 9      |
| 2021/22         | Manchester City | Premier League  | 35         | 8          | 4          | 3     | 2     | 0     | 11     | 3      | 3      | 1      | 0      | 0      | 50     | 13     | 7      |
| 2022/23         | Manchester City | Premier League  | 34         | 4          | 6          | 7     | 0     | 1     | 13     | 3      | 1      | 1      | 0      | 0      | 55     | 7      | 8      |
| 2023/24         | Manchester City | Premier League  | 33         | 6          | 9          | 4     | 2     | 1     | 8      | 2      | 0      | 3      | 1      | 0      | 48     | 11     | 10     |
| 2024/25         | Manchester City | Premier League  | 33         | 4          | 4          | 6     | 0     | 0     | 9      | 0      | 0      | 4      | 2      | 1      | 52     | 6      | 5      |
| Club totaal     | Club totaal     | Club totaal     | 266        | 43         | 47         | 51    | 12    | 12    | 78     | 14     | 10     | 11     | 3      | 2      | 407    | 72     | 71     |
| Carrière totaal | Carrière totaal | Carrière totaal | 406        | 74         | 69         | 69    | 13    | 14    | 108    | 17     | 12     | 11     | 3      | 2      | 595    | 107    | 97     |

Bijgewerkt t/m 11 juli 2025.

## Interlandcarrière

### Junioren
Silva speelde in juli 2013 met Portugal onder 19 op het EK onder 19 van 2013. Hij kreeg in iedere wedstrijd op het toernooi een basisplek. Nadat Portugal een groep met Spanje, Nederland en gastland Litouwen overleefde, scoorde Silva in de halve finale tegen Servië. Toen Silva al gewisseld was, verloor Portugal echter de penaltyserie, waardoor het werd uitgeschakeld. Na afloop van het toernooi werd Silva door de UEFA benoemd als één van tien talenten op het toernooi om in de gaten te houden. Hij debuteerde in oktober 2013 voor Portugal onder 21 en maakte twee maanden later zijn eerste doelpunten voor dat elftal, waarmee hij het team een 3–4 zege bezorgde op Israël in de kwalificatie voor het EK 2015. Op het eindtoernooi in juni 2015 kwam hij in alle wedstrijden als basisspeler in actie. Silva maakte het openingsdoelpunt in de halve finale tegen Duitsland (5–0), waarmee hij Portugal hielp aan zijn eerste finale op het toernooi sinds 1994. Die finale ging na een penaltyserie verloren tegen Zweden. Na afloop van he toernooi werd Silva door de UEFA opgenomen in het Team van het Toernooi.

### Senioren

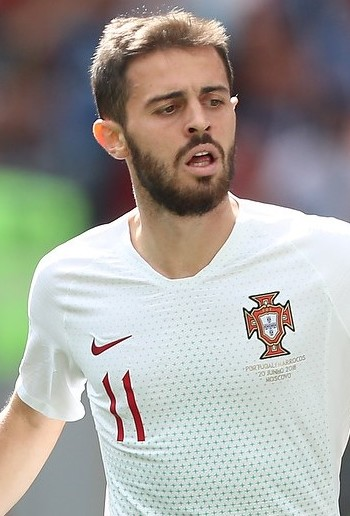
Silva voor Portugal op het WK 2018

Silva maakte zijn debuut in het Portugees voetbalelftal op 31 maart 2015, in een oefeninterland tegen Kaapverdië. Hij mocht van bondscoach Fernando Santos in de basiself starten en werd na 61 minuten vervangen door Danilo Pereira. Portugal verloor met 0–2. Silva werd wegens een blessure niet opgenomen in de Portugese selectie voor het EK 2016 in Frankrijk, waar Portugal de eerste hoofdprijs van zijn geschiedenis won. Op 2 september 2016 maakte hij zijn eerste interlanddoelpunt en gaf hij twee assists in een met 5–0 gewonnen oefenduel tegen Gibraltar. Silva nam in juni 2017 met Portugal deel aan de FIFA Confederations Cup in Rusland. Hij scoorde in de laatste groepswedstrijd tegen Nieuw-Zeeland (4–0). Portugal werd in de halve finales uitgeschakeld door Chili, waarna het in de troostfinale won van Mexico (2–1 na verlenging). Silva werd in mei 2018 door Santos opgenomen in de Portugese selectie op het WK 2018 in Rusland, zijn eerste grote eindtoernooi. Hij kwam in ieder duel in actie. Portugal werd in de achtste finales uitgeschakeld door Uruguay (2–1). Portugal won in juni 2019 de eerste editie van de UEFA Nations League. Silva gaf de assist bij twee doelpunten van Cristiano Ronaldo in de halve finale tegen Zwitserland (3–0) en het enige doelpunt in de finale tegen Nederland, van Gonçalo Guedes. Na afloop van het toernooi werd hij door de UEFA benoemd tot Speler van het Toernooi van de finaleronde en met teamgenoten Nélson Semedo, Rúben Dias, Bruno Fernandes en Ronaldo opgenomen in het Team van het Toernooi.
Silva werd op 20 mei 2021 door Santos opgenomen in de Portugese selectie voor het EK 2020, dat in 2021 gespeeld werd. Hij kreeg in ieder duel een basisplek. Portugal overleefde een groep met Hongarije, Duitsland en Frankrijk, maar verloor in de achtste finales met 1–0 van België. Silva werd eveneens door Santos opgenomen in de Portugese selectie voor het WK 2022 in Qatar. Ook op dit toernooi kwam hij in ieder duel in actie. Portugal bereikte via Ghana, Uruguay en Zuid-Korea in de groepsfase en Zwitserland in de achtste finales de kwartfinales, waarin het met 1–0 verloor van Marokko. Silva droeg voor het eerst Portugals aanvoerdersband bij een 9–0 zege op Luxemburg in de EK-kwalificatie op 11 september 2023, Portugals grootste zege ooit. Hij werd op 21 mei 2024 door bondscoach Roberto Martínez opgenomen in de Portugese selectie voor het EK 2024 in Duitsland. Silva maakte op het toernooi het openingsdoelpunt in de groepswedstrijd tegen Turkije (0–3). Portugal eindigde als groepswinnaar in een groep met ook Tsjechië en Georgië. In de achtste finale tegen Slovenië (0–0) benutte Silva de winnende strafschop in de penaltyserie. Hij benutte ook zijn strafschop tegen Frankrijk in de kwartfinale, maar Portugal verloor die penaltyserie. Hij werd in de kwartfinales van de UEFA Nations League tegen Denemarken op 23 maart 2025 de achtste speler die zijn honderdste interland voor Portugal speelde. Op de eindronde in juni 2025 kwam hij in actie in zowel de halve finale tegen Duitsland (1–2) als de finale tegen Spanje (2–2) toen Portugal na een strafschoppenserie voor de tweede keer de UEFA Nations League won.
| Interlands van Bernardo Silva voor Portugal | Interlands van Bernardo Silva voor Portugal | Interlands van Bernardo Silva voor Portugal | Interlands van Bernardo Silva voor Portugal | Interlands van Bernardo Silva voor Portugal | Interlands van Bernardo Silva voor Portugal |
| №                                           | Datum                                       | Wedstrijd                                   | Uitslag                                     | Competitie                                  | Goals                                       |
| 15                                          | Als speler van AS Monaco                    | Als speler van AS Monaco                    | Als speler van AS Monaco                    | Als speler van AS Monaco                    | 2                                           |
| ------------------------------------------- | ------------------------------------------- | ------------------------------------------- | ------------------------------------------- | ------------------------------------------- | ------------------------------------------- |
| 1                                           | 31 maart 2015                               | Portugal – Kaapverdië                       | 0 – 2                                       | Vriendschappelijk                           |                                             |
| 2                                           | 4 september 2015                            | Portugal – Frankrijk                        | 0 – 1                                       | Vriendschappelijk                           |                                             |
| 3                                           | 7 september 2015                            | Albanië – Portugal                          | 0 – 1                                       | Kwalificatie EK 2016                        |                                             |
| 4                                           | 8 oktober 2015                              | Portugal – Denemarken                       | 1 – 0                                       | Kwalificatie EK 2016                        |                                             |
| 5                                           | 17 november 2015                            | Luxemburg – Portugal                        | 0 – 2                                       | Vriendschappelijk                           |                                             |
| 6                                           | 29 maart 2016                               | Portugal – België                           | 2 – 1                                       | Vriendschappelijk                           |                                             |
| 7                                           | 1 september 2016                            | Portugal – Gibraltar                        | 5 – 0                                       | Vriendschappelijk                           | 76'                                         |
| 8                                           | 6 september 2016                            | Zwitserland – Portugal                      | 2 – 0                                       | Kwalificatie WK 2018                        |                                             |
| 9                                           | 7 oktober 2016                              | Portugal – Andorra                          | 6 – 0                                       | Kwalificatie WK 2018                        |                                             |
| 10                                          | 25 maart 2017                               | Portugal – Hongarije                        | 3 – 0                                       | Kwalificatie WK 2018                        |                                             |
| 11                                          | 28 maart 2017                               | Portugal – Zweden                           | 2 – 3                                       | Vriendschappelijk                           |                                             |
| 12                                          | 3 juni 2017                                 | Portugal – Cyprus                           | 4 – 0                                       | Vriendschappelijk                           |                                             |
| 13                                          | 21 juni 2017                                | Rusland – Portugal                          | 0 – 1                                       | Confederations Cup 2017                     |                                             |
| 14                                          | 24 juni 2017                                | Nieuw-Zeeland – Portugal                    | 0 – 4                                       | Confederations Cup 2017                     | 37'                                         |
| 15                                          | 28 juni 2017                                | Portugal – Chili                            | 0 – 0 n.v. (0 – 3 pen.)                     | Confederations Cup 2017                     |                                             |
| 84                                          | Als speler van Manchester City              | Als speler van Manchester City              | Als speler van Manchester City              | Als speler van Manchester City              | 11                                          |
| 16                                          | 31 augustus 2017                            | Portugal – Faeröer                          | 5 – 1                                       | Kwalificatie WK 2018                        |                                             |
| 17                                          | 3 september 2017                            | Hongarije – Portugal                        | 0 – 1                                       | Kwalificatie WK 2018                        |                                             |
| 18                                          | 7 oktober 2017                              | Andorra – Portugal                          | 0 – 2                                       | Kwalificatie WK 2018                        |                                             |
| 19                                          | 10 oktober 2017                             | Portugal – Zwitserland                      | 2 – 0                                       | Kwalificatie WK 2018                        |                                             |
| 20                                          | 10 november 2017                            | Portugal – Saoedi-Arabië                    | 3 – 0                                       | Vriendschappelijk                           |                                             |
| 21                                          | 14 november 2017                            | Portugal – Verenigde Staten                 | 1 – 1                                       | Vriendschappelijk                           |                                             |
| 22                                          | 23 maart 2018                               | Portugal – Egypte                           | 2 – 1                                       | Vriendschappelijk                           |                                             |
| 23                                          | 28 mei 2018                                 | Portugal – Tunesië                          | 2 – 2                                       | Vriendschappelijk                           |                                             |
| 24                                          | 2 juni 2018                                 | België – Portugal                           | 0 – 0                                       | Vriendschappelijk                           |                                             |
| 25                                          | 7 juni 2018                                 | Portugal – Algerije                         | 3 – 0                                       | Vriendschappelijk                           |                                             |
| 26                                          | 15 juni 2018                                | Portugal – Spanje                           | 3 – 3                                       | WK 2018                                     |                                             |
| 27                                          | 20 juni 2018                                | Portugal – Marokko                          | 1 – 0                                       | WK 2018                                     |                                             |
| 28                                          | 25 juni 2018                                | Iran – Portugal                             | 1 – 1                                       | WK 2018                                     |                                             |
| 29                                          | 30 juni 2018                                | Uruguay – Portugal                          | 2 – 1                                       | WK 2018                                     |                                             |
| 30                                          | 6 september 2018                            | Portugal – Kroatië                          | 1 – 1                                       | Vriendschappelijk                           |                                             |
| 31                                          | 10 september 2018                           | Portugal – Italië                           | 1 – 0                                       | UEFA Nations League A 2018/19               |                                             |
| 32                                          | 11 oktober 2018                             | Polen – Portugal                            | 2 – 3                                       | UEFA Nations League A 2018/19               | 52'                                         |
| 33                                          | 17 november 2018                            | Italië – Portugal                           | 0 – 0                                       | UEFA Nations League A 2018/19               |                                             |
| 34                                          | 22 maart 2019                               | Portugal – Oekraïne                         | 0 – 0                                       | Kwalificatie EK 2020                        |                                             |
| 35                                          | 25 maart 2019                               | Portugal – Servië                           | 1 – 1                                       | Kwalificatie EK 2020                        |                                             |
| 36                                          | 5 juni 2019                                 | Portugal – Zwitserland                      | 3 – 1                                       | UEFA Nations League A 2018/19               |                                             |
| 37                                          | 9 juni 2019                                 | Portugal – Nederland                        | 1 – 0                                       | UEFA Nations League A 2018/19               |                                             |
| 38                                          | 7 september 2019                            | Servië – Portugal                           | 2 – 4                                       | Kwalificatie EK 2020                        | 86'                                         |
| 39                                          | 10 september 2019                           | Litouwen – Portugal                         | 1 – 5                                       | Kwalificatie EK 2020                        |                                             |
| 40                                          | 11 oktober 2019                             | Portugal – Luxemburg                        | 3 – 0                                       | Kwalificatie EK 2020                        | 16'                                         |
| 41                                          | 14 oktober 2019                             | Oekraïne – Portugal                         | 2 – 1                                       | Kwalificatie EK 2020                        |                                             |
| 42                                          | 14 november 2019                            | Portugal – Litouwen                         | 6 – 0                                       | Kwalificatie EK 2020                        | 63'                                         |
| 43                                          | 17 november 2019                            | Luxemburg – Portugal                        | 0 – 2                                       | Kwalificatie EK 2020                        |                                             |
| 44                                          | 5 september 2020                            | Portugal – Kroatië                          | 4 – 1                                       | UEFA Nations League A 2020/21               |                                             |
| 45                                          | 8 september 2020                            | Zweden – Portugal                           | 0 – 2                                       | UEFA Nations League A 2020/21               |                                             |
| 46                                          | 7 oktober 2020                              | Portugal – Spanje                           | 0 – 0                                       | Vriendschappelijk                           |                                             |
| 47                                          | 11 oktober 2020                             | Frankrijk – Portugal                        | 0 – 0                                       | UEFA Nations League A 2020/21               |                                             |
| 48                                          | 14 oktober 2020                             | Portugal – Zweden                           | 3 – 0                                       | UEFA Nations League A 2020/21               | 21'                                         |
| 49                                          | 11 november 2020                            | Portugal – Andorra                          | 7 – 0                                       | Vriendschappelijk                           |                                             |
| 50                                          | 14 november 2020                            | Portugal – Frankrijk                        | 0 – 1                                       | UEFA Nations League A 2020/21               |                                             |
| 51                                          | 17 november 2020                            | Kroatië – Portugal                          | 2 – 3                                       | UEFA Nations League A 2020/21               |                                             |
| 52                                          | 24 maart 2021                               | Portugal – Azerbeidzjan                     | 1 – 0                                       | Kwalificatie WK 2022                        |                                             |
| 53                                          | 27 maart 2021                               | Servië – Portugal                           | 2 – 2                                       | Kwalificatie WK 2022                        |                                             |
| 54                                          | 30 maart 2021                               | Luxemburg – Portugal                        | 1 – 3                                       | Kwalificatie WK 2022                        |                                             |
| 55                                          | 9 juni 2021                                 | Portugal – Israël                           | 4 – 0                                       | Vriendschappelijk                           |                                             |
| 56                                          | 15 juni 2021                                | Hongarije – Portugal                        | 0 – 3                                       | EK 2020                                     |                                             |
| 57                                          | 19 juni 2021                                | Portugal – Duitsland                        | 2 – 4                                       | EK 2020                                     |                                             |
| 58                                          | 23 juni 2021                                | Portugal – Frankrijk                        | 2 – 2                                       | EK 2020                                     |                                             |
| 59                                          | 27 juni 2021                                | België – Portugal                           | 1 – 0                                       | EK 2020                                     |                                             |
| 60                                          | 1 september 2021                            | Portugal – Ierland                          | 2 – 1                                       | Kwalificatie WK 2022                        |                                             |
| 61                                          | 7 september 2021                            | Azerbeidzjan – Portugal                     | 0 – 3                                       | Kwalificatie WK 2022                        | 26'                                         |
| 62                                          | 9 oktober 2021                              | Portugal – Qatar                            | 3 – 0                                       | Vriendschappelijk                           |                                             |
| 63                                          | 12 oktober 2021                             | Portugal – Luxemburg                        | 5 – 0                                       | Kwalificatie WK 2022                        |                                             |
| 64                                          | 14 november 2021                            | Portugal – Servië                           | 1 – 2                                       | Kwalificatie WK 2022                        |                                             |
| 65                                          | 24 maart 2022                               | Portugal – Turkije                          | 3 – 1                                       | Kwalificatie WK 2022                        |                                             |
| 66                                          | 29 maart 2022                               | Portugal – Noord-Macedonië                  | 2 – 0                                       | Kwalificatie WK 2022                        |                                             |
| 67                                          | 2 juni 2022                                 | Spanje – Portugal                           | 1 – 1                                       | UEFA Nations League A 2022/23               |                                             |
| 68                                          | 5 juni 2022                                 | Portugal – Zwitserland                      | 4 – 0                                       | UEFA Nations League A 2022/23               |                                             |
| 69                                          | 9 juni 2022                                 | Portugal – Tsjechië                         | 2 – 0                                       | UEFA Nations League A 2022/23               |                                             |
| 70                                          | 12 juni 2022                                | Zwitserland – Portugal                      | 1 – 0                                       | UEFA Nations League A 2022/23               |                                             |
| 71                                          | 24 september 2022                           | Tsjechië – Portugal                         | 0 – 4                                       | UEFA Nations League A 2022/23               |                                             |
| 72                                          | 27 september 2022                           | Portugal – Spanje                           | 0 – 1                                       | UEFA Nations League A 2022/23               |                                             |
| 73                                          | 17 november 2022                            | Portugal – Nigeria                          | 4 – 0                                       | Vriendschappelijk                           |                                             |
| 74                                          | 24 november 2022                            | Portugal – Ghana                            | 3 – 2                                       | WK 2022                                     |                                             |
| 75                                          | 28 november 2022                            | Portugal – Uruguay                          | 2 – 0                                       | WK 2022                                     |                                             |
| 76                                          | 2 december 2022                             | Zuid-Korea – Portugal                       | 2 – 1                                       | WK 2022                                     |                                             |
| 77                                          | 6 december 2022                             | Portugal – Zwitserland                      | 6 – 1                                       | WK 2022                                     |                                             |
| 78                                          | 10 december 2022                            | Marokko – Portugal                          | 1 – 0                                       | WK 2022                                     |                                             |
| 79                                          | 23 maart 2023                               | Portugal – Liechtenstein                    | 4 – 0                                       | Kwalificatie EK 2024                        | 47'                                         |
| 80                                          | 26 maart 2023                               | Luxemburg – Portugal                        | 0 – 6                                       | Kwalificatie EK 2024                        | 18'                                         |
| 81                                          | 17 juni 2023                                | Portugal – Bosnië en Herzegovina            | 3 – 0                                       | Kwalificatie EK 2024                        | 44'                                         |
| 82                                          | 20 juni 2023                                | IJsland – Portugal                          | 0 – 1                                       | Kwalificatie EK 2024                        |                                             |
| 83                                          | 8 september 2023                            | Slowakije – Portugal                        | 0 – 1                                       | Kwalificatie EK 2024                        |                                             |
| 84                                          | 11 september 2023                           | Portugal – Luxemburg                        | 9 – 0                                       | Kwalificatie EK 2024                        |                                             |
| 85                                          | 13 oktober 2023                             | Portugal – Slowakije                        | 3 – 2                                       | Kwalificatie EK 2024                        |                                             |
| 86                                          | 16 november 2023                            | Liechtenstein – Portugal                    | 0 – 2                                       | Kwalificatie EK 2024                        |                                             |
| 87                                          | 19 november 2023                            | Portugal – IJsland                          | 2 – 0                                       | Kwalificatie EK 2024                        |                                             |
| 88                                          | 21 maart 2024                               | Portugal – Zweden                           | 5 – 2                                       | Vriendschappelijk                           |                                             |
| 89                                          | 8 juni 2024                                 | Portugal – Kroatië                          | 1 – 2                                       | Vriendschappelijk                           |                                             |
| 90                                          | 18 juni 2024                                | Portugal – Tsjechië                         | 2 – 1                                       | EK 2024                                     |                                             |
| 91                                          | 22 juni 2024                                | Turkije – Portugal                          | 0 – 3                                       | EK 2024                                     | 21'                                         |
| 92                                          | 1 juli 2024                                 | Portugal – Slovenië                         | 0 – 0 n.v. (3–0 pen.)                       | EK 2024                                     |                                             |
| 93                                          | 5 juli 2024                                 | Portugal – Frankrijk                        | 0 – 0 n.v. (3–5 pen.)                       | EK 2024                                     |                                             |
| 94                                          | 5 september 2024                            | Portugal – Kroatië                          | 2 – 1                                       | UEFA Nations League A 2024/25               |                                             |
| 95                                          | 8 september 2024                            | Portugal – Schotland                        | 2 – 1                                       | UEFA Nations League A 2024/25               |                                             |
| 96                                          | 12 oktober 2024                             | Polen – Portugal                            | 1 – 3                                       | UEFA Nations League A 2024/25               | 26'                                         |
| 97                                          | 15 oktober 2024                             | Schotland – Portugal                        | 0 – 0                                       | UEFA Nations League A 2024/25               |                                             |
| 98                                          | 15 november 2024                            | Portugal – Polen                            | 5 – 1                                       | UEFA Nations League A 2024/25               |                                             |
| 99                                          | 20 maart 2025                               | Denemarken – Portugal                       | 1 – 0                                       | UEFA Nations League A 2024/25               |                                             |
| 100                                         | 23 maart 2025                               | Portugal – Denemarken                       | 5 – 2 n.v.                                  | UEFA Nations League A 2024/25               |                                             |
| 101                                         | 4 juni 2025                                 | Duitsland – Portugal                        | 1 – 2                                       | UEFA Nations League A 2024/25               |                                             |
| 102                                         | 8 juni 2025                                 | Portugal – Spanje                           | 2 – 2 n.v. (5–3 pen.)                       | UEFA Nations League A 2024/25               |                                             |

Bijgewerkt t/m 11 juli 2025.

## Speelstijl
Silva kan op meerdere posities uit de voeten. Bij AS Monaco startte hij als rechtsbuiten, maar werd hij door trainer Leonardo Jardim op het middenveld gezet. Bij Manchester City speelde hij als vleugelspeler, schaduwspits, aanvallende, centrale en verdedigende middenvelder en vleugelverdediger. Silva staat bekend om zijn dribbels. In 2013 werd hij in een krant Messizinho (Kleine Messi) genoemd, verwijzend naar Lionel Messi. Anderen noemde Silva Principezinho (Kleine Prins) of Cabecas (Hoofden), vanwege zijn kleine lengte en het gebruik van zijn hoofd bij het voetballen. Na het EK onder 19 van 2013 benoemde de UEFA Silva's snelheid, visie, beweging en dreiging. Silva noemde in 2015 zijn vermogen om juiste beslissingen te nemen als de kwaliteit die hem als speler het best definieert. Hij werd in zijn tijd bij AS Monaco gekenmerkt door zijn passing, inzicht en passeerbeweging. Patrick Bonner beargumenteerde de benoeming van Silva tot Speler van het Toernooi van de finaleronde van de UEFA Nations League in 2019 door te stellen dat Silva zijn kwaliteit had getoond in het creëren van doelpunten en zowel met als zonder balbezit een positieve invloed had op het team. Pep Guardiola, Silva's trainer bij Manchester City, zei vaak dat Silva niet exact weet wat te doen met de bal, maar het spel werkelijk snapt. Hij roemde ook Silva's persoonlijkheid door te stellen dat Silva altijd glimlachte. In zijn periode bij Manchester City is Silva vaker de bal gaan krijgen op het middenveld en gaf hij steeds meer korte passes. Bovendien maakte hij vele meters. Journalist Aaron Barton schreef in november 2021 dat Silva drijfkracht, honger, energie en hardnekkigheid had van iemand met de helft van Silva's talent.

## Erelijst
| Competitie                                          | Aantal     | Jaren                                                |
| SL Benfica                                          | SL Benfica | SL Benfica                                           |
| --------------------------------------------------- | ---------- | ---------------------------------------------------- |
| Primeira Liga                                       | 1×         | 2013/14                                              |
| Taça de Portugal                                    | 1×         | 2013/14                                              |
| Taça da Liga                                        | 1×         | 2013/14                                              |
| AS Monaco                                           |            |                                                      |
| Ligue 1                                             | 1×         | 2016/17                                              |
| Manchester City                                     |            |                                                      |
| UEFA Champions League                               | 1×         | 2022/23                                              |
| FIFA Club World Cup                                 | 1×         | 2023                                                 |
| Premier League                                      | 6×         | 2017/18, 2018/19, 2020/21, 2021/22, 2022/23, 2023/24 |
| FA Cup                                              | 2×         | 2018/19, 2022/23                                     |
| EFL Cup                                             | 4×         | 2017/18, 2018/19, 2019/20, 2020/21                   |
| FA Community Shield                                 | 3×         | 2018, 2019, 2024                                     |
| Portugal                                            |            |                                                      |
| UEFA Nations League                                 | 2×         | 2018/19, 2024/25                                     |
| Individueel                                         |            |                                                      |
| UEFA Nations League Finals Player of the Tournament | 1×         | 2018/19                                              |
| Etihad Player of the Season                         | 1×         | 2018/19                                              |
| FIFA FIFPro World XI                                | 1×         | 2023                                                 |
| UEFA Champions League Team of the Season            | 1×         | 2022/23                                              |
| PFA Team of the Year                                | 2×         | 2018/19, 2021/22                                     |
| UNFP l'Équipe Type de Ligue 1                       | 1×         | 2016/17                                              |
| UEFA Nations League Finals Team of the Tournament   | 1×         | 2018/19                                              |
| UNFP Joeuer du Mois de Ligue 1                      | 1×         | januari 2017                                         |
| Alan Hardaker Trophy                                | 1×         | 2019                                                 |
| Nissan Goal of the Season                           | 1×         | 2021/22                                              |
| EK onder 21 Team van het Toernooi                   | 1×         | 2015                                                 |

## Persoonlijk
Silva werd op 10 augustus 1994 geboren in Lissabon in een geheel Lissabonse familie, als zoon van een kunstlerares en een zakenman. Hij is al zijn hele leven een supporter van Portugese voetbalclub SL Benfica en heeft een tatoeage van Benfica's motto E pluribus unum, ook al is hij zijn hele leven omringd door veel naasten die Sporting-fans zijn, vooral aan zijn moeders kant van de familie. Hij zei in 2019, 2020 en 2023 later in zijn carrière terug te willen keren naar SL Benfica. Silva zei dat voetbal zolang hij zich herinnert onderdeel van zijn leven was en dat hij voortdurend voetbal kijkt als hij zelf niet voetbalt. Zijn Engels is door media als "perfect" beschreven, deels omdat zijn ouders hem op zesjarige leeftijd naar een Engelssprekende school in Lissabon stuurden en hij Engels sprak met zijn Franse vriendin. Silva's nicht Matilde Fidalgo heeft de vrouwenteams van Portugal en Manchester City vertegenwoordigd. Silva startte Europese studies te studeren op de Universiteit van Lissabon, maar stopte daarmee toen het niet meer te combineren viel met zijn voetbalcarrière. Hij noemde zichzelf een 'stadspersoon' en is gaan wonen in het centrum van Manchester. Hij noemde Rui Costa, waarnaar hij keek als ballenjongen van SL Benfica, en Zinédine Zidane als zijn voetbalidolen. Nadat Silva's relatie met het Franse model Alicia Verrando een paar jaar eerder was geëindigd, trouwde hij in juli 2023 met model Ines Tomaz, waarmee hij in augustus 2023 dochter Carlota kreeg.